# Frank Alford
Francis John Alford (14 tháng 5 năm 1901 - 1983) là một cầu thủ bóng đá thi đấu ở Football League cho Everton, Barrow và Lincoln City. Ông cũng thi đấu cho Swindon Town, Darwen và Scunthorpe & Lindsey United.